# Virginia Wigmore
Virginia "Gin" Wigmore (født 6. juni 1986) er en newzealandsk rock/folk-singer-songwriter.